# Glossolepis kabia
Glossolepis kabia är en fiskart som först beskrevs av Herre, 1935.  Glossolepis kabia ingår i släktet Glossolepis och familjen Melanotaeniidae. Inga underarter finns listade i Catalogue of Life.